# Josef Čapek
Josef Čapek (ur. 23 marca 1887 w Hronovie, zm. w kwietniu 1945 w obozie koncentracyjnym Bergen-Belsen) – czeski malarz, pisarz i poeta. Starszy brat pisarza Karla Čapka.

## Życiorys
Josef Čapek jest znany głównie dzięki długoletniej współpracy ze swoim bratem, jednak najważniejszym polem jego artystycznych zainteresowań było malarstwo. Podczas pobytu w Paryżu zetknął się z ówczesną awangardą i zafascynował kubizmem. Jego rysunki ukazywały się w różnych czasopismach, m.in. w Lidovych novinach.
Wspólnie z Karlem napisał szereg sztuk teatralnych i opowiadań, publikował również na własny rachunek. Według Karla to właśnie Josef wymyślił słowo robot (po raz pierwszy użyte w dramacie R.U.R. Karla), rozpowszechnione w wielu językach jako określenie mechanicznego urządzenia wykonującego automatycznie pewne zadania, obdarzonego różnego stopnia sztuczną inteligencją.
Pod koniec lat 30. był krytykiem nazizmu, występował przeciw Adolfowi Hitlerowi. Po zajęciu Czechosłowacji przez Niemców został aresztowany i osadzony w obozie koncentracyjnym. Zmarł w Bergen-Belsen tuż przed zakończeniem wojny.
Postanowieniem Prezydenta CSRF w 1991 został pośmiertnie odznaczony Orderem T. G. Masaryka I Klasy.

## Galeria

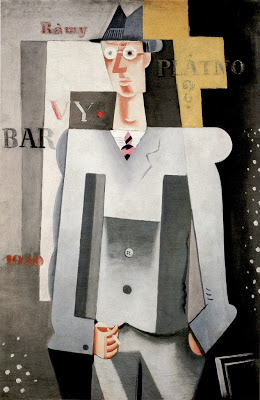
Josef Čapek: Autoportrét
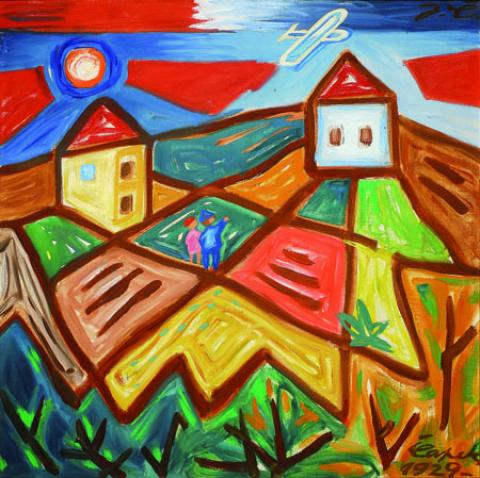
Josef Čapek: Letadlo (Samolot)
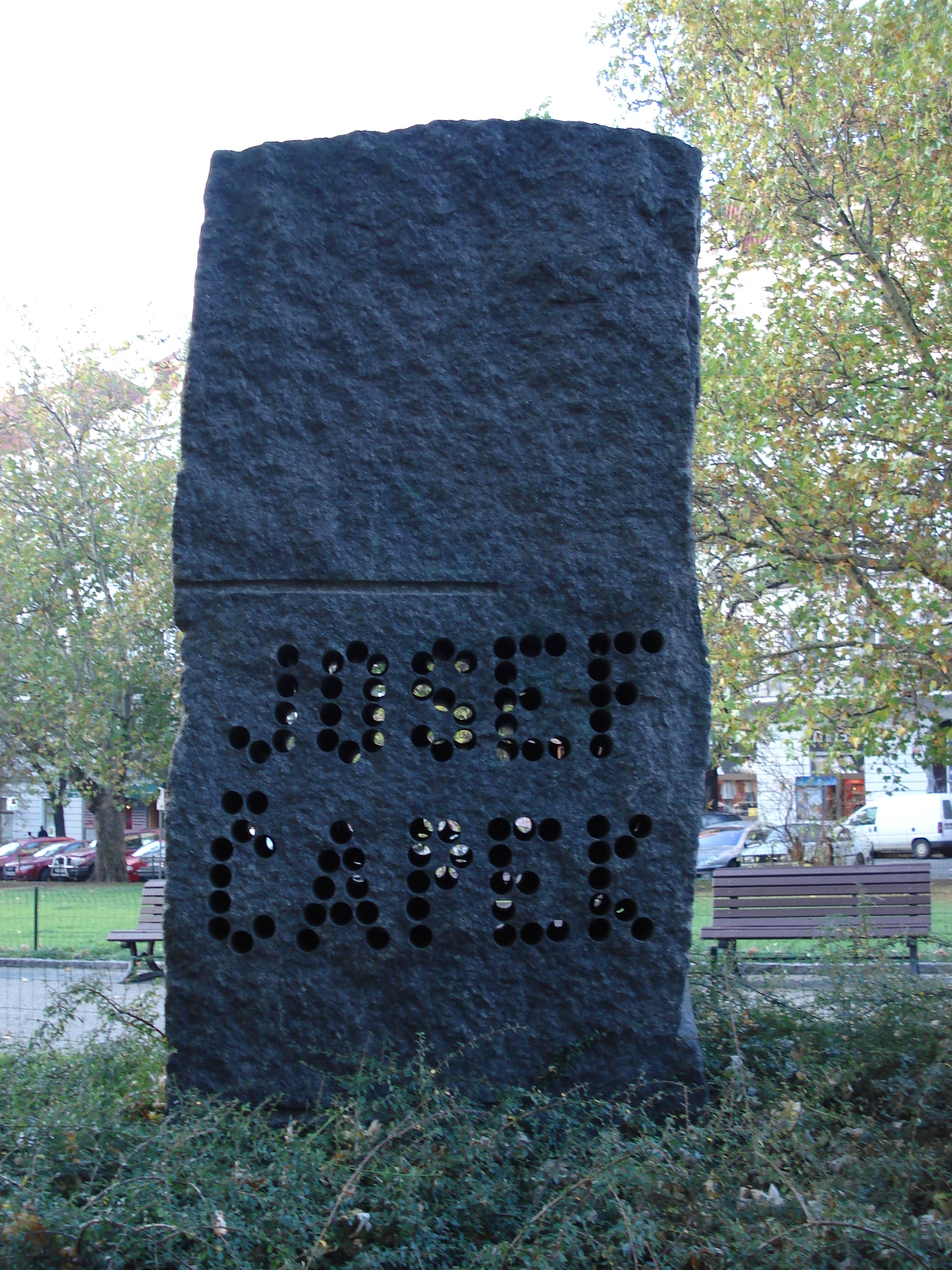
Monument Josefa Čapka w Pradze